# Сух док
Сух док е вид корабен док и представлява специално съоръжение – тесен басейн или специално плавателно средство, което може да бъде наводнявано и дренирано, позволявайки на плавателни съдове да бъдат ремонтирани, достроявани и др.
Със сух док разполага всеки кораборемонтен завод в света.

## История
Според древногръцкия писател Атенаус Нукратис, сухият док е измислен и се използва в „Гръцки Египет“ около 221 – 204 пр.н.е. Използват го за да пускат на вода новостроящи се кораби, намирайки подходящо място близо до морето и изкопавайки дупка в която се строял корабът. След като бил готов, разрушавали дигата и пускали плавателния съд на вода.
В Китай сух док започва да се използва около 1070 г.
В Европа първият сух док бил построен по заповед на Хенри VII в Портсмът през 1495 г.

### Модерни времена
Най-големият сух док в света се намира в Белфаст, Северна Ирландия и е с размери 556 метра на 93 метра, а капацитетът му е 1,2 милиона тона.